# Primer Periodo

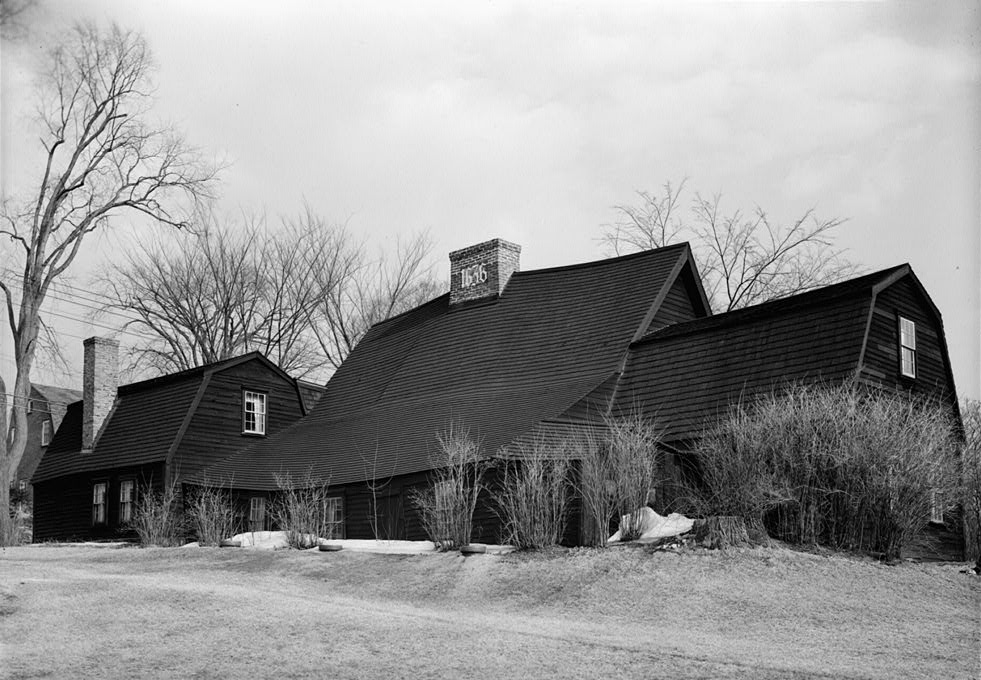
Casa Fairbanks, construida en 1636, es la casa de madera más antigua en América

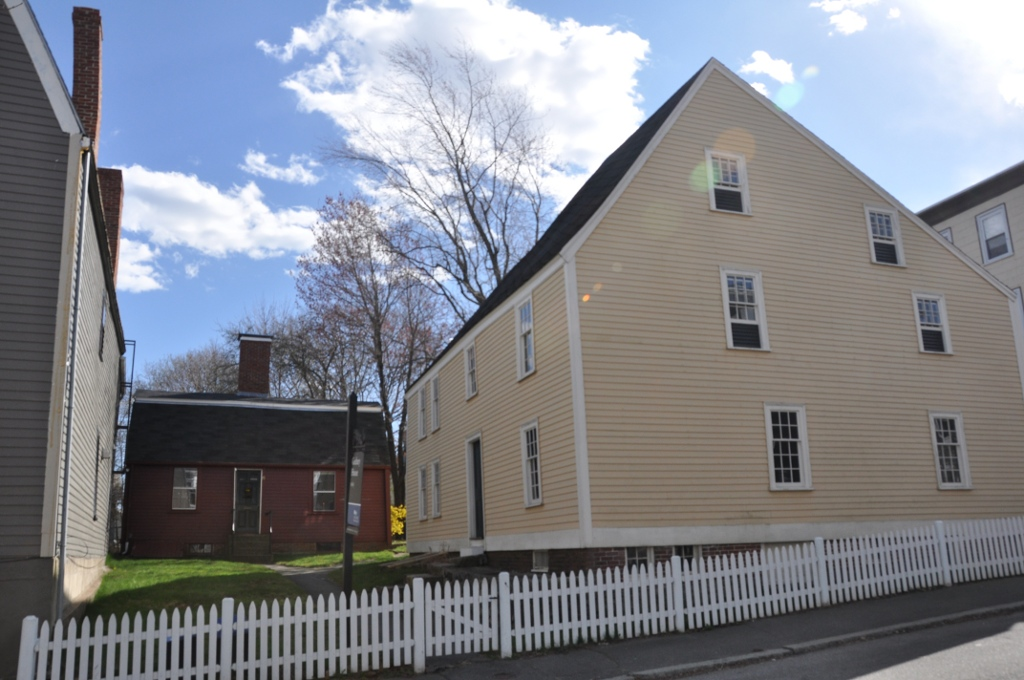
Casas Gedney y Cox circa 1665, y localizadas en el 21 de la Calle High, cerca de la intersección de la Calle Summer en el Chesnut Street District.

En el diseño y la arquitectura estadounidense colonial, el Primer Periodo fue el período de tiempo de aproximadamente 1626 a 1725. Hay más casas construidas por los primeros colonos de América en el condado de Essex, Massachusetts, que en cualquier parte en el país. Su sucesor es el Período Colonial Georgiano.

## Características
Entre otras características, las casas del primer período tienen un techo inclinado agudo, un plan ligeramente asimétrico y una chimenea central. La primera casa de época se distingue de las casas posteriores por su marco expuesto (a menudo decorado o biselado) en el interior. Algunas ventanas antiguas en casas modestas pudieron no haber tenido acristalamiento, pero la ventana estándar del primer período, hasta por lo menos 1700, era la ventana de paneles de diamante. Ningún ejemplo de este tipo de ventana sobrevive in situ; todos los ejemplos actuales datan de finales del siglo . Las ventanas de guillotina de varias luces comenzaron a aparecer alrededor del año 1700, y hacia 1750 habían suplantado al tipo anterior.